# Dino Juniors
Dino Juniors (Dino Babies) est une série d'animation irlandaise en 26 épisodes de 23 minutes, divisée en 52 segments, créée par Fred Wolf et diffusée entre le 28 septembre 1994 et le 2 mai 1996 sur BBC One.
Au Québec, la série a été diffusée à partir du 2 septembre 1996 au Canal Famille, et en France à partir du 6 janvier 1997 sur TF1, dans l'émission Salut les toons.

## Description
Les aventures préhistoriques d'un groupe de cinq jeunes dinosaures. Ces héros seront très souvent gênés dans leurs jeux par l'espiègle Dak.
La plupart des histoires sont tirées de la littérature célèbre où ils seront les principaux protagonistes…

## Personnages
- Stanley (Le vert à pois rouges), le meneur de la bande
- Truman (Le bleu à lunettes), il raconte des histoires à ses amis.
- Labréa (La dino-fille), elle est de nature un peu autoritaire mais elle est aussi très intelligente, et elle raconte aussi des histoires à ses amis.
- Franklin (Le violet), il est de nature assez peureux, mais il sait aussi se montrer courageux dans certaines situations.
- Marshall (le bébé rouge foncé). C’est le petit frère de Franklin, il admire son grand frère et adore s’amuser.
- Dak (Le ptérodactyle), de nature espiègle et égoïste, il est plus ou moins apprécié pas ses amis, et c’est le seul Dino Junior qui sait voler.

## Voix françaises
- Thierry Wermuth : Truman
- Sauvane Delanoë : Labréa
- Jean-Loup Horwitz : Franklin
- Michel Elias : Dak
- Julien Kramer et Jean-Loup Horwitz : voix additionnelles

## Liste des épisodes
La liste suit l'ordre de la première diffusion française en 1997 sur TF1 dans Salut les Toons.
1. Les 3 petits dino juniors
2. Le haricot géant (Dak and the Beanstalk)
3. Vol au-dessus d'un nid de Dino
4. Les balles du ciel
5. La grotte d'arbre
6. Le magicien des Ahhs (The Wizard of Ahhs)
7. Le bois de feu
8. Un gros petit problème
9. La disparition de Fussy
10. La belle au ronflement
11. Les têtes de clones (The Clones Heads)
12. La fée des dents
13. Le gros œuf
14. Le voleur en cagoule
15. Les miettes de pain
16. La différence
17. Franklinstein junior
18. L'île du coffre au trésor
19. Zizanie le génie
20. Le cauchemar
21. Alice et le pays merveilleux
22. Le jardin secret de Labréa
23. Le bateau de Franklin
24. Le nez de la vérité
25. Le chef de bande
26. Peter Frank
27. L'abominable junior des neiges
28. Comment choisir une princesse
29. Rapermzel
30. La terrifiante grotte
31. Mumbilena
32. Le vilain petit ornitho
33. Cyranose et Rockanne
34. Le fantôme masqué de l'opéra
35. Dakula
36. Les envahisseurs de la grotte
37. Le roi et l'or
38. Un dragon pas ordinaire
39. Dr Hyde et Mr Dakyll
40. L'étourneau et la statue
41. Un mariage insolite
42. Ogre égoïste
43. La belle et le bec
44. Petit tailleur fanfaron
45. La princesse et le pauvre
46. Le bal des princesses
47. Oliver triste
48. Le joueur de pipeau
49. Radinodak
50. La mère l'oie n'a pas sa place
51. La robe de l'empereur
52. L'ile déserte